# 鹿兒島放送
株式會社鹿兒島放送（日语：／ Kagoshima Hōsō */?），通稱鹿兒島放送，簡稱KKB，是日本的一家以鹿兒島縣為播出地區的商業電視台。鹿兒島放送成立於1982年4月28日，開播于1982年10月1日，是朝日電視台聯播網（ANN系列）的成員。鹿兒島放送是ANN的第11個完全加盟台，也是ANN在九州的第二個完全加盟台。識別呼號為JOTI-DTV，遙控器號碼是5頻道。

## 資本構成
下表列出2021年3月31日時鹿兒島放送的主要股東:481：
| 資本金   | 發行股份總數 | 股東數 |
| -------- | ------------ | ------ |
| 10億日元 | 20,000股     | 28     |

| 股東               | 持股數  | 比例   |
| ------------------ | ------- | ------ |
| 朝日電視控股       | 3,440股 | 17.20% |
| 朝日新聞社         | 3,350股 | 16.75% |
| 薩摩酒造           | 1,600股 | 08.00% |
| 西日本電視台       | 1,430股 | 07.15% |
| 農業協同組合中央會 | 1,200股 | 06.00% |
| 南日本放送         | 1,100股 | 05.50% |

## 歷史
鹿兒島縣在1978年12月獲分配到縣內第三個商業電視台所需的電波頻段:10，並吸引46家公司競標第三家商業電視台的播出執照。1981年3月24日，日本電視台、富士電視台、朝日電視台三家電視台達成協議，熊本縣的第三家商業電視台加入日本電視台聯播網，而鹿兒島縣的第三家商業電視台則加入朝日電視台聯播網:88-89。此後各家申請業者在1982年2月實現整合，並舉辦了第一屆發起人會，決定將公司名稱定為鹿兒島放送:10。同年4月1日，鹿兒島放送獲得預備播出執照，並在4月28日正式成立公司，在7月9日決定第一代商標:10。鹿兒島放送在1982年9月3日發射了試驗電波，並在同年9月23日開始試播。
1982年10月1日早晨6時55分，鹿兒島放送正式開播，成為日本第99個商業電視台，也是鹿兒島縣第三家商業電視台。鹿兒島放送在1986年3月舉辦了「KKB兒童博覽會」，此後該活動持續舉辦至2008年。雖然在1980年代的大多數時間，鹿兒島放送都僅覆蓋鹿兒島縣本土部分。但在1989年3月，鹿兒島放送在奄美大島開設名瀨轉播站，開始在奄美地區播出節目:20。1993年，鹿兒島放送在鹿兒島縣最南端的與論島開設轉播站，實現覆蓋鹿兒島縣全境:24。同年10月7日，鹿兒島放送總部擴建工程竣工。
在開播20週年之際的2002年10月20日，鹿兒島放送播出了時長達4.5小時的開播20週年紀念節目《KKB祭》（キラキラステーション KKBまつり）。2006年6月18日，鹿兒島放送轉播2006年國際足協世界盃日本對克羅埃西亞的比賽，取得46%的高收視率，也是鹿兒島放送迄今最高的收視率記錄:40。同年12月1日，鹿兒島放送開始播出數位電視訊號，並開始提供手機電視1seg服務。同時鹿兒島放送啟用了新商標:40。2011年7月24日，鹿兒島放送停止播出類比電視訊號:52-53。
鹿兒島電視台在2012年以黃金時間（19:00-22:00）12.0%、晚間時段（19:00-23:00）12.2%的收視率獲得鹿兒島縣各台晚間的收視冠軍:11。2016年4月21日，鹿兒島放送開始建設新館:17。在開播35週年的2017年10月1日，鹿兒島放送開始從新館播出節目:19。新館共有四層，新聞攝影棚位於建築二層，主控室位於建築三層:21。

## 節目
鹿兒島放送的自製節目以新聞為主。現在鹿兒島放送在每週一至週五的傍晚時段播出自製新聞節目《J頻道+》。該節目自1998年開始播出。每週五上午播出的《Desudesu。》則是鹿兒島放送自2019年開始播出的資訊節目，聚焦鹿兒島縣內的資訊。
鹿兒島放送積極轉播鹿兒島縣內的體育賽事。1993年，鹿兒島放送第一次轉播J聯賽比賽。自1983年開始，鹿兒島亦是全國高等學校棒球錦標賽鹿兒島縣縣預選賽的轉播電視台:12。2018年，鹿兒島放送轉播了第100屆全國高等學校棒球錦標賽鹿兒島縣縣預選賽:22。2018年1月14日，鹿兒島放送轉播了第37屆指宿馬拉松，這也是鹿兒島放送第一次轉播馬拉松賽事:23。

## 外部連結
- KKB鹿兒島放送官方網站 （页面存档备份，存于）
- 【公式】KKB鹿兒島放送的X（前Twitter）
- 鹿兒島放送的Facebook專頁
- KKB鹿兒島放送官方的Instagram帳戶
- YouTube上的KKB頻道